# 傑夫·格爾林
傑夫·格爾林（英語：Jeffrey Todd "Jeff" Garlin，1962年6月5日—）是美國的一位喜劇演員、演員、製作人、配音演員、導演、作家、播客。他出演過眾多電視節目和電影，此外他還是一位魔術師。他最近出演ABC情景喜劇戈德堡一家。格爾林出生在芝加哥。